# Beatriz Ramírez Abella
Beatriz Ramírez Abella (sinh năm 1956), là một nhà hoạt động xã hội và nữ quyền người Uruguay và làm việc cho các quyền của người Afro-Uruguay. Cô là một nhà nhân chủng học và nhà giáo dục giảng dạy về giai cấp, dân tộc và giới tính và những thành kiến xung quanh những vấn đề này. Cô hiện là giám đốc của Uruguyan Instituto Nacional de las Mujeres (INMUJERES) (Viện Phụ nữ Quốc gia) và cũng từng là Phó chủ tịch của Ủy ban Phụ nữ Liên Mỹ từ 2013-2015.

## Tiểu sử
Angelica Beatriz Ramírez Abella sinh ngày 18 tháng 9 năm 1956 tại Montevideo, Uruguay. Cô đã hoàn thành cả ngữ pháp và trung học trong hệ thống trường công. Bắt đầu từ năm 1972, cô bắt đầu tham gia các nhóm thanh niên da đen  vào năm 1973, thành lập Grupos de Jóvenes de Asociación văn hóa y Negro Xã hội (ACSUN) (Black văn hóa và Đoàn Thanh Niên Hiệp hội Xã hội). Cô cũng là người đồng sáng lập ra tổ chức Organización Mundo Afro (Tổ chức Thế giới Châu Phi).
Năm 1988, cô theo học trường Dịch vụ xã hội và năm sau đăng ký vào nghiên cứu về giới tại Grupo de Estudios sobre la Condicion de la Mujer en Uruguay (GRECMU) (Nhóm nghiên cứu về tình trạng phụ nữ ở Uruguay). Năm 1994, cô hoàn thành các nghiên cứu sâu hơn về sắc tộc và giới tính tại Geledés Instituto da Mulher Negra (Viện phụ nữ da đen Geledés) ở Brazil. Cô là thành viên của Khoa Nhân văn và giảng dạy nhân chủng học tại Đại học Uruguay. Cô đã giảng dạy các khóa học về dân tộc và giới tính tại Học viện Trung tâm Latinoamericano de economía Humana (CLAEH) (Viện Kinh tế Con người Trung Mỹ Latinh); tại Hiệp hội đen bảo vệ và thúc đẩy nhân quyền ở Peru năm 1993; và tại Sáng kiến Afro-Latin và Caribbean toàn cầu ở New York và Washington, DC. Từ năm 2000, cô là thành viên của Mạng lưới giảng dạy của Học viện Superior de Formación Afro (Viện đào tạo giáo dục đại học Afro).
Trong suốt sự nghiệp của mình, Ramírez Abella đã làm việc để cải thiện khả năng tiếp cận cho những người gốc Phi sống ở Mỹ Latinh. Cô đồng sáng lập Proyecto Social Capitanes de la Arena, (CIPFE) (Thuyền trưởng xã hội của cát) vào năm 1988 và từng là điều phối viên của nó để hỗ trợ trẻ em lang thang và người vô gia cư. Năm 1992, cô đồng sáng lập Mạng lưới Phụ nữ Afro-Latin và Afro-Caribbean để giải quyết tốt hơn các vấn đề ảnh hưởng gấp đôi đến thiểu số. Cô cũng đã tham gia vào các hội nghị, chẳng hạn như Hội nghị Thế giới thứ ba chống phân biệt chủng tộc và Không khoan dung liên quan đến Xenophobia được tổ chức tại Santiago, Chile năm 2000; các cuộc họp khu vực của các nghị sĩ da đen được tổ chức tại Brasíc và Costa Rica; và là thành viên của Phái đoàn Hòa bình tại Colombia năm 2002, trong số nhiều người khác. Cô nghiên cứu việc phân biệt, thiên vị, cũng như thành kiến và đã xuất bản nhiều bài báo trên các tờ báo và tạp chí như Fem Press và Revista de Cotidiano Mujer.
Năm 2005, cô gia nhập Học viện Phụ nữ Quốc gia của Bộ Phát triển Xã hội và năm 2009 trở thành người đứng đầu Viện nghiên cứu Nacional de las Mujeres (INMUJERES) (Viện Phụ nữ Quốc gia). Là giám đốc, cô giám sát các chương trình của chính phủ  liên quan đến giai cấp, sắc tộc và giới tính. Năm 2012, cô được bầu làm Phó chủ tịch Ủy ban Phụ nữ Liên Mỹ trong nhiệm kỳ 2013-2015.